# Каунсіл (Айдахо)
Каунсіл (англ. Council) — окружний центр округу Адамс, штат Айдахо, США. За оцінками на 2008 населення становило 680 осіб.

## Історія
Каунсіл отримало назву від нарад (англ. council, ['kaun(t) s(ə) l]), які проводили індіанці на місці міста.

## Географія та клімат
Каунсіл розташований за координатами 44°44′0″ пн. ш. 116°26′13″ зх. д. / 44.73333° пн. ш. 116.43694° зх. д. (44.733195, -116.436837), у південно-центральній частині округу Адамс. За даними Бюро перепису населення США в 2010 році місто мало площу 2,65 км², з яких 2,58 км² — суходіл та 0,08 км² — водойми. В 2017 році площа становила 2,80 км², з яких 2,73 км² — суходіл та 0,07 км² — водойми. Висота центральної частини міста становить 892 м. Місто має власний муніципальний аеропорт.
| Клімат Каунсіл                                                                              | Клімат Каунсіл | Клімат Каунсіл | Клімат Каунсіл | Клімат Каунсіл | Клімат Каунсіл | Клімат Каунсіл | Клімат Каунсіл | Клімат Каунсіл | Клімат Каунсіл | Клімат Каунсіл | Клімат Каунсіл | Клімат Каунсіл | Клімат Каунсіл |
| Показник                                                                                    | Січ.           | Лют.           | Бер.           | Квіт.          | Трав.          | Черв.          | Лип.           | Серп.          | Вер.           | Жовт.          | Лист.          | Груд.          | Рік            |
| Абсолютний максимум, °C                                                                     | 12             | 17             | 25             | 32             | 37             | 41             | 43             | 43             | 39             | 34             | 23             | 16             | 43             |
| Середній максимум, °C                                                                       | 1              | 4              | 11             | 17             | 22             | 27             | 33             | 33             | 27             | 19             | 8              | 2              | 17             |
| Середня температура, °C                                                                     | −4             | −1             | 4              | 9              | 14             | 18             | 23             | 23             | 17             | 10             | 3              | −3             | 9,4            |
| Середній мінімум, °C                                                                        | −8             | −6             | −2             | 2              | 6              | 9              | 13             | 12             | 7              | 2              | −3             | −8             | 2              |
| Абсолютний мінімум, °C                                                                      | −32            | −33            | −24            | −9             | −6             | −1             | 2              | −1             | −6             | −12            | −29            | −39            | −39            |
| Норма опадів, мм                                                                            | 77.0           | 73.2           | 65.0           | 49.5           | 52.1           | 37.8           | 17.0           | 14.7           | 28.2           | 39.9           | 83.3           | 81.0           | 618.7          |
| ------------------------------------------------------------------------------------------- | -------------- | -------------- | -------------- | -------------- | -------------- | -------------- | -------------- | -------------- | -------------- | -------------- | -------------- | -------------- | -------------- |
| Джерело: http://www.weather.com/outlook/travel/businesstraveler/wxclimatology/monthly/83612 |                |                |                |                |                |                |                |                |                |                |                |                |                |

## Демографія

### Перепис 2010 року
Згідно з переписом 2010 року, у місті проживало 839 осіб у 360 домогосподарствах у складі 224 родин. Густота населення становила 323,9 особи/км². Було 476 помешкань, середня густота яких становила 183,8/км². Расовий склад міста: 96,5 % білих, 0,1 % афроамериканців, 0,7 % індіанців, 0,2 % азіатів, 0,1 % тихоокеанських остров'ян, 0,2 % інших рас, а також 2,0 % людей, які зараховують себе до двох або більше рас. Іспанці і латиноамериканці незалежно від раси становили 3,0 % населення.
Із 360 домогосподарств 25,0 % мали дітей віком до 18 років, які жили з батьками; 49,4 % були подружжями, які жили разом; 9,7 % мали господиню без чоловіка; 3,1 % мали господаря без дружини і 37,8 % не були родинами. 33,9 % домогосподарств складалися з однієї особи, у тому числі 15,6 % віком 65 і більше років. В середньому на домогосподарство припадало 2,28 мешканця, а середній розмір родини становив 2,87 особи.
Середній вік жителів міста становив 44,4 року. Із них 21,1 % були віком до 18 років; 8,7 % — від 18 до 24; 21,1 % від 25 до 44; 28,9 % від 45 до 64 і 20,3 % — 65 років або старші. Статевий склад населення: 48,7 % — чоловіки і 51,3 % — жінки.
Середній дохід на одне домашнє господарство  становив 47 712 долари США (медіана — 35 750), а середній дохід на одну сім'ю — 58 804 долари (медіана — 41 579). За межею бідності перебувало 15,4 % осіб, у тому числі 16,0 % дітей у віці до 18 років та 12,3 % осіб у віці 65 років та старших.
Цивільне працевлаштоване населення становило 312 особи. Основні галузі зайнятості: роздрібна торгівля — 26,0 %, науковці, спеціалісти, менеджери — 12,5 %, виробництво — 12,2 %, освіта, охорона здоров'я та соціальна допомога — 12,2 %.

### Перепис 2000 року

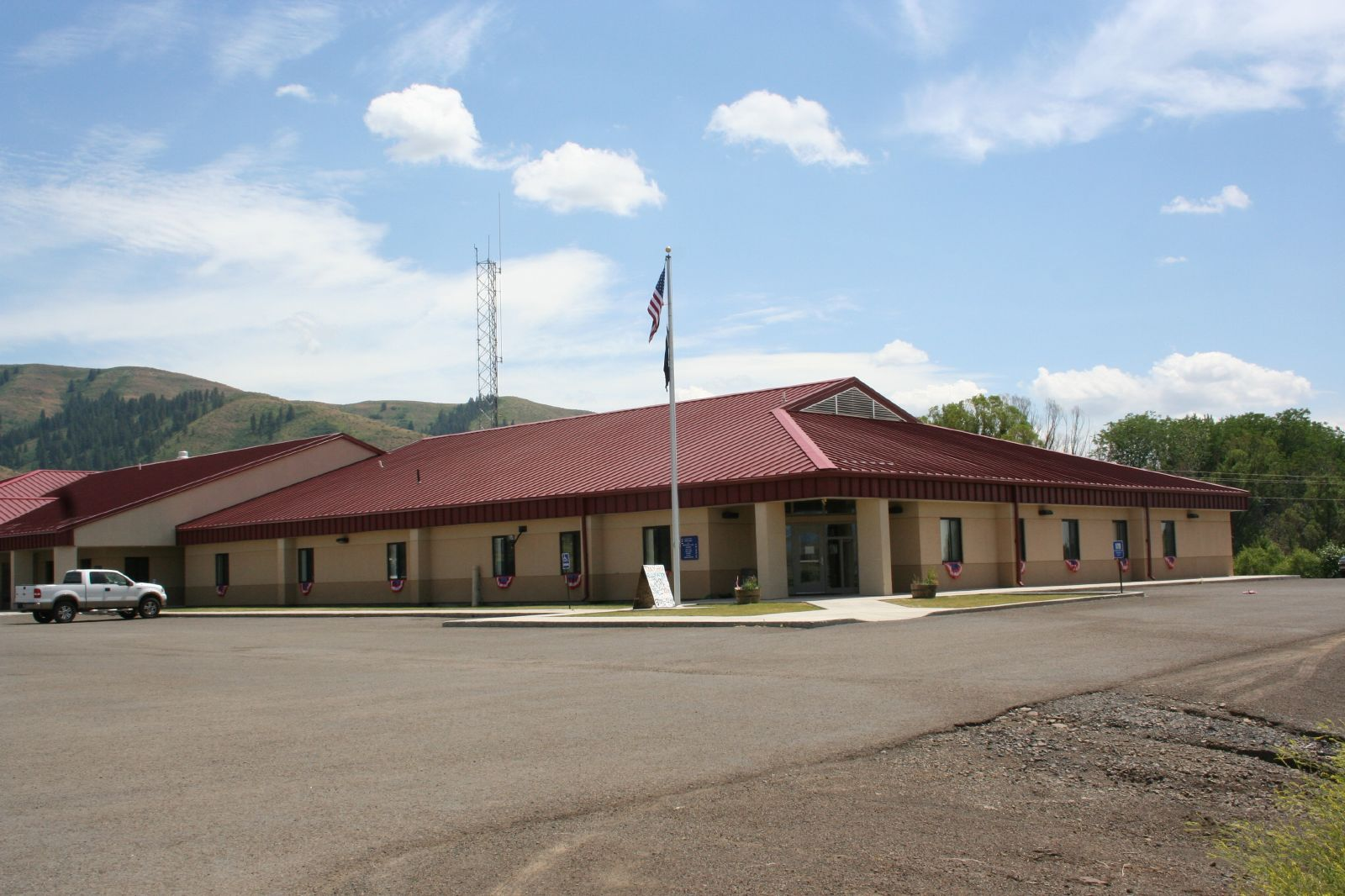
Будівля окружного суду в Каунсілі

Згідно з переписом 2000 року, у місті проживало 816 осіб у 339 домогосподарствах у складі 223 родин. Густота населення становила 431,6 особи/км²). Було 425 помешкань, середня густота яких становила 224,8/км². Расовий склад населення:
- білі — 96,6 %;
- індіанці — 1,7 %;
- азіати — 0,1 %;
- океанійці — 0,1 %;
- інші раси — 0,1 %;
- дві і більше раси — 1,3 %;
- Іспанці та латиноамериканці незалежно від раси — 1,59 %.

Із 339 домогосподарств 27,4 % мали дітей віком до 18 років, які жили з батьками; 55,5 % були подружжями, які жили разом; 7,7 % мали господиню без чоловіка, і 34,2 % не були родинами. 30,1 % домогосподарств складалися з однієї особи, у тому числі 14,5 % віком 65 і більше років. В середньому на домогосподарство припадало 2,29 мешканця, а середній розмір родини становив 2,87.
Віковий склад населення: 23,5 % віком до 18 років, 5,1 % від 18 до 24, 24,8 % від 25 до 44, 27,9 % від 45 до 64 і 18,6 % років і старші. Середній вік жителів — 43 року. Статевий склад населення: 50,9 % — чоловіки і 49,1 % — жінки.
Середній дохід домогосподарств у місті становив US$24 375, родин — $30 000. Середній дохід чоловіків становив $26 667 проти $11 691 у жінок. Дохід на душу населення в місті був $15 170. Близько 11,7 % родин і 15,2 % населення загалом перебували за межею бідності, включаючи 16,1 % віком до 18 років і 19,0 % від 65 і старших.

## Відомі уродженці
- Джеймс Рейнвотер, фізик, лауреат Нобелівської премії;
- Ларрі Крейг, колишній сенатор.